# Мятежи во французской армии весной 1917 года
 Мятежи во французской армии весной 1917 года — начавшиеся в апреле 1917 года во время Первой мировой войны случаи массового неповиновения солдат французской армии.
9 апреля 1917 года началось так называемое наступление Нивеля у Арраса. Но атаки французов и британцев оказались безрезультатными, германский фронт не был прорван. Французские войска понесли огромные потери, операция в начале мая была прекращена. Нивель был снят с поста главнокомандующего французской армией, на его место был назначен генерал Петен. 
Провал наступления, колоссальные потери, а также новости о Февральской революции в России вызвали брожение во французских войсках.
Ещё до окончания наступления Нивеля одна из дивизий колониальных войск отказалась занимать позиции, солдаты кричали «Конец войне!» и «Смерть предателям!». Но офицеры быстро смогли справиться с ситуацией, арестовав неформальных солдатских лидеров. Остальные после этого подчинились приказам. 
Но 20 мая вновь начались случаи неповиновения солдат. Они следовали один за другим в течение трех недель то в одном полку, то в другом, имели связь между собой. В конце мая — начале июня целые дивизии (из 21-го и 7-го корпусов) устроили митинги: одна решила не переходить в наступление, другая — совсем не идти в окопы. К июню 1917 г., по неполным данным, неповиновением были охвачены 90 пехотных полков, 67 стрелковых батальона и 19 артиллерийских полков. На Балканском фронте, в Македонии восстали одновременно 242-й, 260-й и 317-й 132-й французские полки. 
В то же время в тылу происходили забастовки рабочих, которые были вызваны призывом в армию рабочих призывов 1913 и 1914 годов. Бастующие, помимо экономических требований, требовали окончания войны.
3 июня военный министр Франции Поль Пенлеве сообщил, что между Суассоном и Парижем есть только две дивизии, на которые можно абсолютно положиться, а остальные игнорируют приказы.
При этом мятежные солдаты не отрицали внешнеполитических целей Франции. Так, одному из военных следователей, допрашивавших солдат во время беспорядков, в ответ на вопрос «Что же вы, собственно, хотите?» солдаты сказали, что они хотят «мир без аннексий и контрибуций, а также возвращения Эльзаса и Лотарингии». Это позволяло командованию играть как на патриотических чувствах солдат, так и на чувстве социальной справедливости. Иногда командирам удавалось обуздать солдат, заявляя: «Хотите ли вы стать причиной гибели других французов, если не подчинитесь?»
Не менее 20000 солдат было приговорено к различным наказаниям, в том числе более 5000 — к смертной казни. Но было казнено лишь 300—600 человек. Историк Ги Педронсини приводит данные о 6789 приговорённых к расстрелу и 321 казненных. Остальные были приговорены к заключению в тюрьмах и на каторге, к 1925 году все они были освобождены.
При этом командование пошло на определенные уступки, что помогло справиться с неповиновением. Солдатам стали массово предоставлять отпуска с фронта, причём в первую очередь «неблагонадёжным» элементам. Были демобилизованы солдаты старших возрастов. Военный министр заявил, что в дальнейшем не будут повторены «ошибки», допущенные во время наступления Нивеля, и до прибытия американских войск во Францию наступлений больше не будет.